# Дзюкудзикун

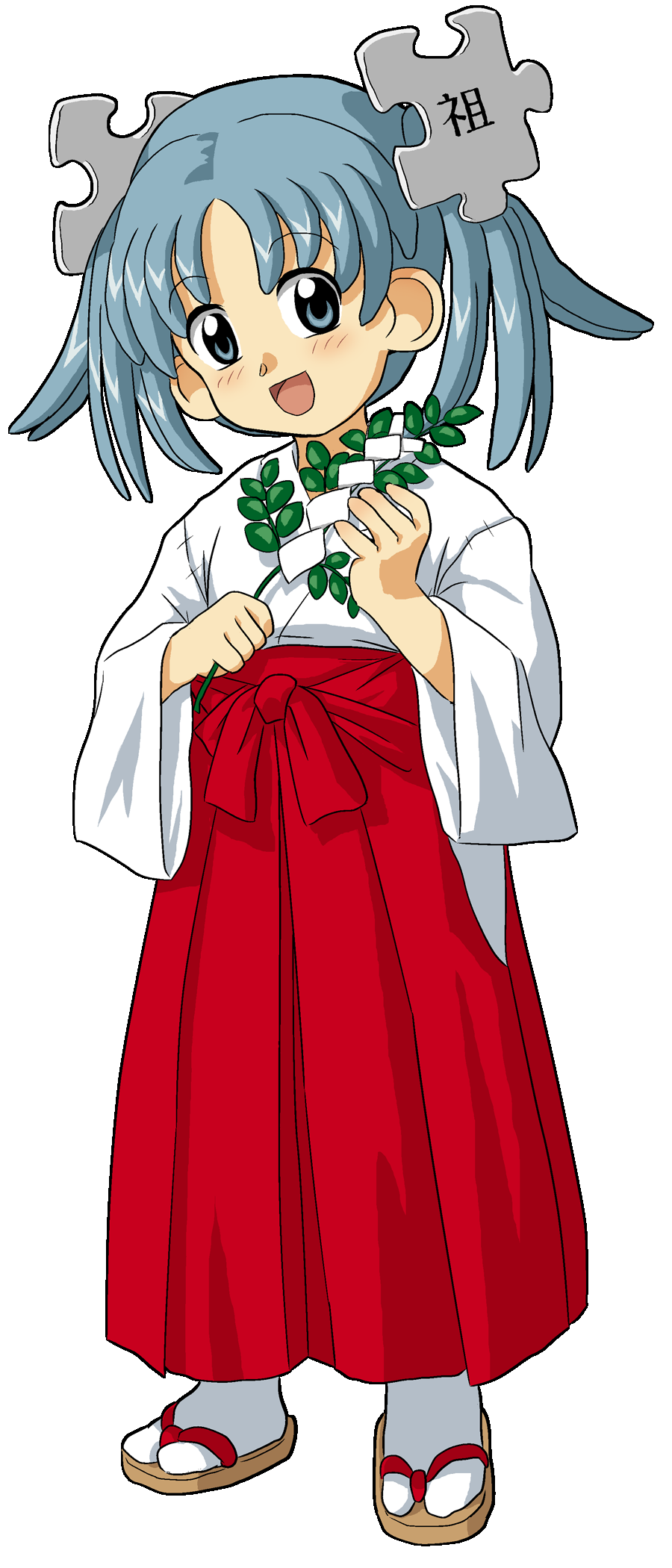
Слово мико (巫女) — дзюкудзикун

Дзюкудзикун (яп. 熟字訓) — в японском языке — исконно японское слово, записанное двумя или более кандзи. Чтение присваивается всему сочетанию, и нельзя определить, какая часть слова относится к какому иероглифу. При этом стандартные чтения составляющих иероглифов обычно игнорируются, а их значения, напротив, соответствуют значению слова.

## Описание
Например, 明日 (завтра) имеет чтение асу, однако 明 (в данном случае «следующий») не имеет чтения а, а 日 (день) — су. Грамматически кандзи 明 и 日 связаны отношением «определение» — «определяемое слово». Такое чтение иероглифов 明 и 日 по отдельности не применяется, то есть одно кунъёми присвоено сразу двум кандзи. Часто употребляемые слова нередко становятся дзюкудзикунами. Изредка чтение имеет неяпонское происхождение, например слово 煙草 читается как табако (табак). Дзюкудзи создавались с учётом грамматики кандзи, что отличает их от атэдзи, продолжающих использовать кунъёми и онъёми, однако игнорирующих смысл кандзи и структуру слова.
Существуют слова, которые приобретают различный смысл, в зависимости от того, прочитаны они по дзюкудзикуну или ону: так слово 今日, в случае прочтения как кё: означает «сегодня», а в случае коннити — некий длительный промежуток времени.
Распространено ошибочное мнение, что все слова, состоящие из нескольких иероглифов и имеющие нестандартное чтение, являются дзюкудзикунами, однако это не так. Например, 玄人 (специалист) и 素人 (неспециалист) имеют чтения куроуто и сироуто, однако в данном случае 玄 это куро, 素 это сиро, а 人 это уто; уто — видоизменённое стандартное чтение хито (人 — «человек»).

## Географические названия Японии
Дзюкудзикун-чтение имеют немалое количество японских топонимов и имён. Часто встречаются случаи, когда значения составляющих слово иероглифов далеко от их прочтения: например, древнее название Японии, Ямато, записывается 大和 («великая гармония»), а её древняя столица, Асука, иероглифами 飛鳥 («летящая птица»). Это случилось во времена введения системы рицурё, когда всем японским топонимам на китайский манер были присвоены имена из двух иероглифов, однако старое японское имя сохранялось и становилось чтением этих иероглифов.

## Примеры

### Календарь

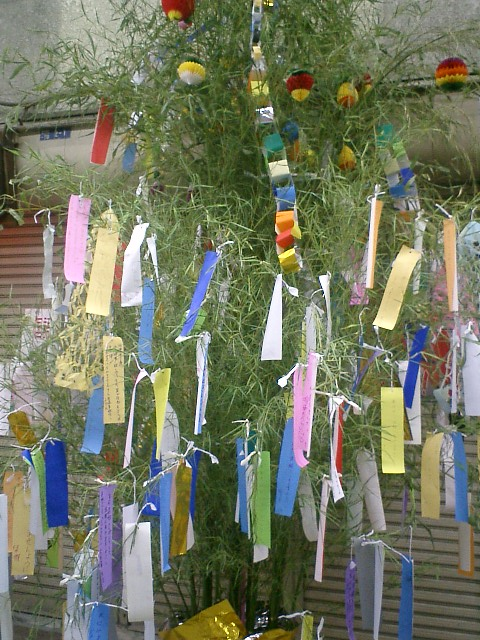
«Дерево желаний» на Танабату

| Слово           | Дзюкудзикун                 | Онъёми            | Значение                                                                        |
| --------------- | --------------------------- | ----------------- | ------------------------------------------------------------------------------- |
| 一昨昨日        | сакиототой                  | иссакусакудзицу   | позапозавчера                                                                   |
| 一昨日          | ототой, отоцуй              | иссакудзицу       | позавчера                                                                       |
| 一昨年          | ототоси                     | иссакунэн         | позапрошлый год                                                                 |
| 昨日            | кино:                       | сакудзицу         | вчера                                                                           |
| 今日            | кё:                         | коннити           | кё: — «сегодня», коннити — «последнее время»                                    |
| 明日            | асу, асита                  | мё: нити          | завтра                                                                          |
| 明後日          | асаттэ                      | мё:гонити         | послезавтра                                                                     |
| 明明後日        | сиасаттэ                    | мё:мё:гонити      | послепослезавтра                                                                |
| 弥（の） 明後日 | я-но асаттэ （я — кунъёми） |                   | через 4 дня                                                                     |
| 一日            | цуйтати                     | итинити, итидзицу | один день или первое число месяца                                               |
| 二十日          | хацука (ка — кунъёми)       | нидзю: нити       | 20 дней или двадцатое число месяца                                              |
| 晦日            | цугомори, мисока            | кайдзицу          | 30 дней или тридцатое число; конец месяца                                       |
| 如月            | кисараги                    | дзёгэцу           | второй месяц по лунному календарю                                               |
| 弥生            | яёй                         | ияой (кунъёми)    | третий месяц по лунному календарю                                               |
| 五月, 皐月      | сацуки                      | гогацу (五月)     | пятый месяц по лунному календарю                                                |
| 師走            | сивасу, сихасу              |                   | 12-й месяц по лунному календарю                                                 |
| 今年            | котоси                      | коннэн            | этот год                                                                        |
| 今朝            | кэса                        | контё:            | сегодняшнее утро                                                                |
| 十六夜          | идзаёй                      | дзю:рокуя         | луна, выходящая на следующую после полнолуния ночь                              |
| 七夕            | танабата                    | ситисэки          | Танабата — праздник, отмечаемый седьмого июля                                   |
| 一寸            | тётто                       | иссун             | тётто — короткий промежуток времени, иссун — единица измерения, равная ≈3,03 см |

### Люди
| Слово       | Дзюкудзикун | Онъёми                       | Значение                                                                                          |
| ----------- | ----------- | ---------------------------- | ------------------------------------------------------------------------------------------------- |
| 下手        | хэта        | ситатэ, симотэ (оба кунъёми) | хэта — неумелый, неловкий, ситатэ — униженность, симотэ — левая сторона сцены                     |
| 大人        | отона       | дайнин, дайдзин              | взрослый. Дайдзин также — человек большой души                                                    |
| 従兄弟      | итоко       | дзю:кэйтэй                   | двоюродный брат                                                                                   |
| 伯父        | одзи        | хакуфу                       | дядя, старший брат родителя                                                                       |
| 叔父        | одзи        | сюкуфу                       | дядя, младший брат родителя                                                                       |
| 伯母        | оба         | хакуба                       | тётя, старшая сестра родителя                                                                     |
| 叔母        | оба         | сюкуба                       | тётя, младшая сестра родителя                                                                     |
| 玄孫        | ясяго       | гэнсон                       | праправнук, праправнучка                                                                          |
| 二十歳 二十 | хатати      | нидзюссай, нидзю:            | 20 лет                                                                                            |
| 女将        | оками       | дзёсё:                       | хозяйка гостиницы                                                                                 |
| 乳母        | уба, омба   | ню:бо                        | кормилица. В основном используется чтение уба, однако иногда — омба (напр. 乳母日傘 — омбахигаса) |
| 海女        | ама         |                              | ныряльщица-ама                                                                                    |

### Природа

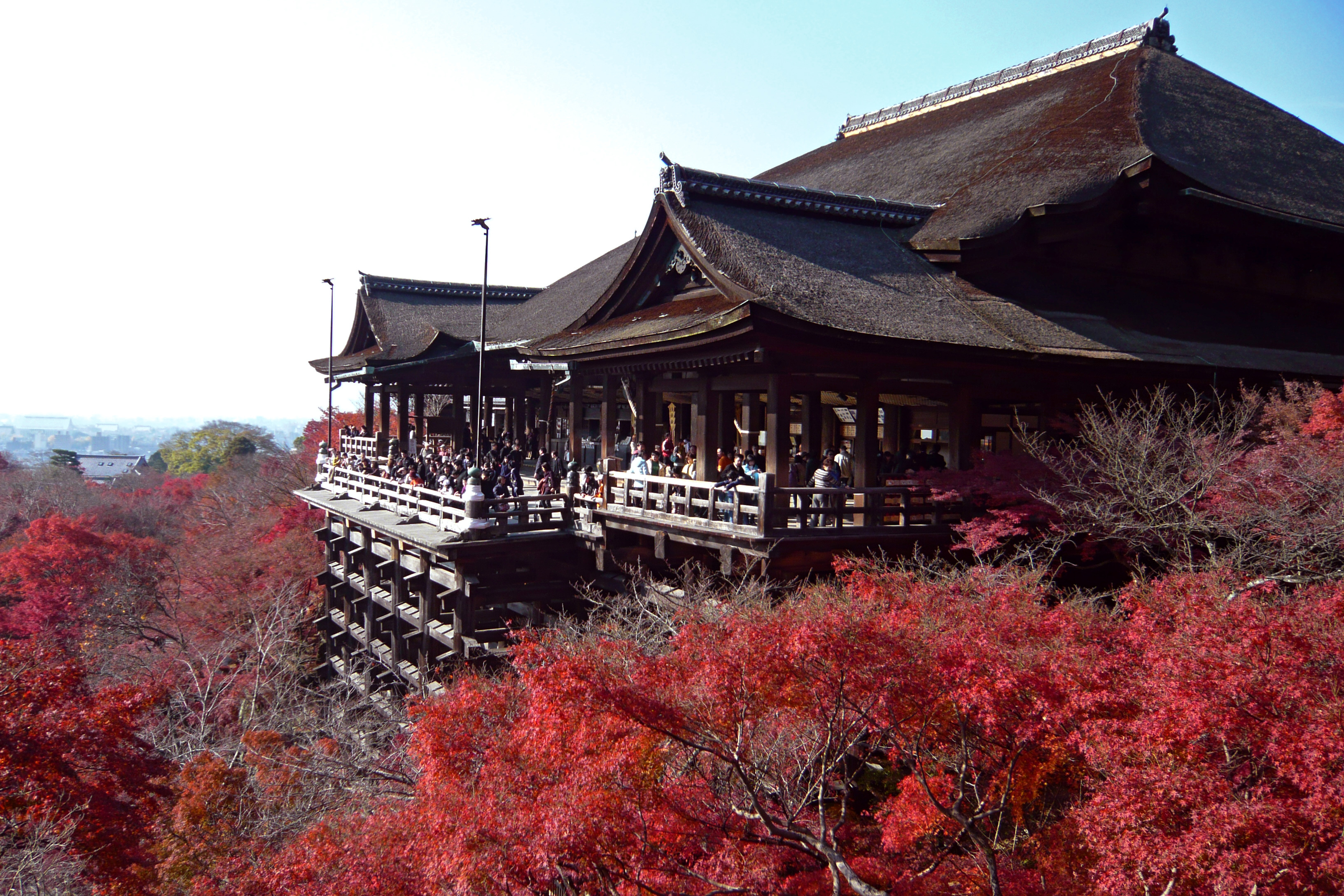
Любование момидзи в Киёмидзу-дэра

| Слово  | Дзюкудзикун | Онъёми  | Значение                                                                                      |
| ------ | ----------- | ------- | --------------------------------------------------------------------------------------------- |
| 梅雨   | цую         | байу    | сезон дождей в конце весны — начале лета, а также сам дождь в эти дни                         |
| 時雨   | сигурэ      | дзиу    | моросящий дождь; дожди, идущие поздней осенью и в начале весны на западном побережье Японии   |
| 五月雨 | самидарэ    | гогацуу | то же, что и цую (梅雨)                                                                       |
| 雪崩   | надарэ      |         | снежная лавина                                                                                |
| 吹雪   | фубуки      |         | метель, вьюга                                                                                 |
| 陽炎   | кагэро:     | ё:эн    | струящийся от жары воздух                                                                     |
| 紅葉   | момидзи     | ко:ё:   | явление изменения цвета листьев осенью. Также момидзиба (紅葉葉) — алые листья (обычно клёна) |
| 疾風   | хаятэ       | сиппу:  | сильный ветер, ураган. В переносном значении — «очень быстро»                                 |
| 息吹   | ибуки       |         | дыхание (весны и т. п.), дуновение                                                            |

### Животные и растения
| Слово      | Дзюкудзикун | Онъёми                       | Значение                                                                        |
| ---------- | ----------- | ---------------------------- | ------------------------------------------------------------------------------- |
| 土筆       | цукуси      | дохицу                       | стебель полевого хвоща весной. Дохицу — палка с обугленным концом               |
| 女郎花     | оминаэси    |                              | патриния скабиозолистная                                                        |
| 山葵       | васаби      |                              | васаби                                                                          |
| 百合       | юри         |                              | лилия                                                                           |
| 海月, 水母 | курагэ      | кайгэцу (海月), суйбо (水母) | медуза. Кайгэцу также — отражающийся на водной поверхности лунный свет          |
| 海老       | эби         | кайро:                       | креветка                                                                        |
| 烏賊       | ика         | удзоку                       | кальмар                                                                         |
| 小豆       | адзуки      | сё:дзу                       | фасоль угловатая. Онное чтение используется в названии уезда Сёдзу              |
| 桜桃       | сакурамбо   | о:то:                        | вишня                                                                           |
| 大蛇       | ороти       | дайдзя                       | большая змея, происходит от мифического существа Ямата-но-Ороти                 |
| 銀杏       | итё:        | гинкё:, гиннан               | дерево гинкго. Гиннан — косточки гинкго, употребляемые в пищу после обжаривания |

### Пища
| Слово      | Дзюкудзикун | Онъёми | Значение                                        |
| ---------- | ----------- | ------ | ----------------------------------------------- |
| 心太, 心天 | токоротэн   |        | желе из агар-агара                              |
| 果物       | кудамоно    | кабуцу | фрукт                                           |
| 灰汁       | аку         |        | содержащийся в пище неприятный вкусовой оттенок |
| 河岸       | каси        | каган  | каси — рыбий рынок, а также берег реки          |

### Предметы быта

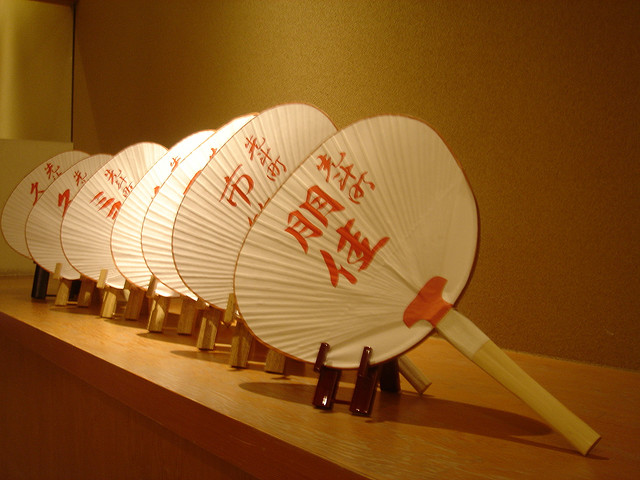
Утива

| Слово      | Дзюкудзикун | Онъёми  | Значение |
| ---------- | ----------- | ------- | --- |
| 眼鏡       | мэганэ      | ганкё:  | очки |
| 足袋       | таби        |         | традиционные японские носки                                                                                    |
| 竹刀       | синай       | тикуто: | бамбуковый меч                                                                                                 |
| 団扇       | утива       | дансэн  | традиционный японский веер                                                                                     |
| 松明       | таймацу     | сё:мё:  | факел |
| 蚊帳       | кая         | бунтё:  | сетка от комаров                                                                                               |
| 浴衣       | юката       | ёкуй    | юката — традиционная японская одежда                                                                           |
| 母屋, 母家 | омоя        |         | главный корпус                                                                                                 |
| 傀儡       | кугуцу      | кайрай  | марионетка. Также кугуцу — «марионеточник» (употребляется редко), а кайрай — «марионетка» в переносном смысле. |

### Культура
| Слово          | Дзюкудзикун | Онъёми             | Значение                                                                                        |
| -------------- | ----------- | ------------------ | ----------------------------------------------------------------------------------------------- |
| 大和           | ямато       | дайва              | Ямато — древнее название японского государства. В названиях предприятий используются оба чтения |
| 流鏑馬, 鏑流馬 | ябусамэ     |                    | искусство стрельбы из лука верхом на лошади                                                     |
| 太刀           | тати        |                    | меч, длинный меч, а также непрямой меч                                                          |
| 山車           | даси        | санся              | даси — нарядная праздничная повозка, приводимая в движение большим количеством людей            |
| お神酒         | омики       |                    | сакэ для жертвоприношений                                                                       |
| 神楽           | кагура      |                    | кагура — танец, совершаемый перед синтоистским жертвоприношением                                |
| 祝詞           | норито      | сюкуси             | синтоистская молитва                                                                            |
| 女形           | ояма        | оннагата (кунъёми) | актёр, играющий женские роли (в театрах кабуки и но)                                            |
| 土産           | миягэ       | досан              | гостинец-сувенир                                                                                |
| 田舎           | инака       | дэнсю              | сельская местность, родные места. Также катаинака (片田舎) — «захолустье»                       |
| 相撲           | сумо        |                    | сумо — традиционное японское единоборство                                                       |
| 鍛冶           | кадзи       | танъя              | ковка, кузнец                                                                                   |
| 玩具           | омотя       | гангу              | игрушка                                                                                         |

### Другое
| Слово      | Дзюкудзикун                  | Онъёми        | Значение |
| ---------- | ---------------------------- | ------------- | --- |
| 欠伸       | акуби                        | кэнсин        | зевота |
| 九十九     | цукумо                       | кю:дзю:кю:    | цукумо — имеющееся в большом количестве, либо девяносто девять. Кю:дзю:кю: — только 99. 九十九折 читается как цудзураори и означает «зигзагообразный» |
| 台詞, 科白 | сэрифу                       | дайси, кахаку | речь актёров пьесы или персонажей комиксов |
| 二十       | хата, хатати                 | нидзю:        | 20 (одно из старых японских числительных) |
| 八百       | яо                           | хаппяку       | 800. Также «имеющееся в большом количестве» |
| 十八番     | охако                        | дзю: хатибан  | своё наилучшее мастерство или искусство |
| 為替       | кавасэ                       |               | денежный перевод |
| 可笑しい   | окасий                       |               | комичный; странный; подозрительный |
| 美味しい   | ойсий                        | бими          | вкусный |
| 流石       | сасуга                       |               | обладающий способностями, соответствующими ожидаемым                                                                                                  |
| 老舗       | синисэ                       | ро:хо         | магазин или предприятия с длинной историей |
| 相応しい   | фусавасий                    | со:о:         | подходящий |
| 可惜身命   | атарасиммё: (симмё — онъёми) |               | беречь жизнь |
| 不味い     | мадзуй                       | фуми          | невкусный |